# 야마세 유키히로
야마세 유키히로(일본어: 山瀬 幸宏, 1984년 4월 22일 ~ )는 일본의 전 축구 선수이다.

## 구단 경력
과거 요코하마 F. 마리노스, 사간 도스, 카탈레 도야마에서 활동하였다.